# 聖洛倫索縣
聖洛倫索縣是西非島國佛得角的22個縣之一，位於背風群島的聖地亞哥島，首府設於若昂特韋斯，面積39平方公里，在2005年7月21日成立前是聖卡塔琳娜縣的一部分，2010年人口9,285。
15°04′N 23°36′W / 15.067°N 23.600°W